# يوهان فريدريش ديفينباخ
يوهان فريدريش ديفنباخ (1 فبراير 1792 – 11 نوفمبر 1847) كان جراحًا ألمانيًا. وُلد في كُونيجسبرج وتوفي في برلين.
تخصص ديفنباخ في زرع الجلد والجراحة التجميلية. عمله في جراحة الأنف التجميلية وجراحة الفم والوجه والفكين أسس العديد من تقنيات الجراحة الترميمية الحديثة. شملت جهوده عمليات تحت الجلد مثل قطع الأوتار، وهي العملية الجراحية التي تتضمن تقسيم الوتر. قبل اكتشاف تصنيف الدم وتطابق الدم، بحث د. ديفنباخ في نقل الدم، حيث نشر Die Transfusion des Blutes und die Infusion der Arzneien in die Blutgefässe (نقل الدم وتسريب الأدوية في الأوعية الدموية) (1828). في عام 1839، قام ديفنباخ بأول عملية ناجحة لقطع العضلات لعلاج الحول لطفل يبلغ من العمر سبع سنوات يعاني من الحول الداخلي.
في الأصل، درس الطالب يوهان فريدريش ديفنباخ اللاهوت في جامعات روستوك وغرايفسفالد. من عام 1813 إلى 1815، تطوع كجندي في حروب التحرير (الحروب النابليونية) كـصياد من المشاة. من 1816 إلى 1820 درس الطب في جامعة كونيغسبرغ، ثم انتقل إلى بون كمساعد لـفيليب فرانز فون فالتر. بعد زياراته إلى باريس ومونبلييه، حصل على درجة الدكتوراه في جامعة فورتسبورغ في عام 1822. بعد ذلك، استقر في برلين حيث ركز اهتمامه على الجراحة التجميلية والترميمية. في عام 1824، تزوج من جوانا ماذربي. في عام 1832، أصبح أستاذًا مشاركًا في جامعة برلين، وفي عام 1840 أصبح مدير المعهد السريري للجراحة في مستشفى شاريتيه. بعد وفاته في عام 1847، حل محله برنهارد فون لانغنبيك (1810–1887) كمدير للجراحة.
لقد أُطلق على ديفنباخ لقب "أبو الجراحة التجميلية".

## ميدالية ديفنباخ (Dieffenbach-Medaille)
تمنح من قبل الجمعية الألمانية للجراحة التجميلية والترميمية والجمالية e. V.، تم إنشاء ميدالية ديفنباخ بواسطة الفنان فريتز بيكر. مُنحت لأول مرة في عام 1989 خلال الاجتماع السنوي العشرين.